# Gaio Aufidio Vittorino (console 155)
Gaio Aufidio Vittorino (in latino: Gaius Aufidius Victorinus; Pitinum Pisaurense, 123 circa – 185 circa) è stato un politico romano, che fu senatore, console e governatore.
Vittorino era originario di Pitinum Pisaurense (Macerata Feltria) nelle Marche. Era insieme all'amico fraterno Marco Aurelio, un discepolo di Marco Cornelio Frontone, del quale sposò la figlia, Gratia.
Appartenente alla gens Aufidia, Vittorino venne adottato dal celebre oratore e avvocato Marco Cornelio Frontone, maestro di retorica e amico dell'imperatore Marco Aurelio. I suoi figli furono Gaio Aufidio Vittorino, console nel 200, e Marco Aufidio Frontone, console nel 199.
Vittorino fu console suffectus nel 155 e poi ordinarius nel 183 insieme a Commodo. Iniziò il suo cursus honorum come governatore della Germania Superiore al tempo delle guerre marcomanniche (tra il 162 ed il 166), dove respinse un'invasione di Catti (quando l'amico Marco Aurelio era imperatore romano). Nell'anno 166/167 venne inviato da Marco Aurelio e Lucio Vero a presidiare le frontiere contro i Marcomanni, in seguito alla quale ricevette importanti onori militari. Un anno dopo, Vittorino divenne governatore provinciale romano della Dacia (168/169), in seguito della Hispania Baetica (probabilmente nel 170/171) e Hispania Citerior (circa 171). Più tardi Vittorino divenne proconsole d'Africa (173-175) e poi governatore di Siria (177-179). Tornato a Roma, ottenne la prefettura della città (probabilmente 179-183).
Vittorino si trovava all'inizio del regno di Commodo ancora in grande considerazione, ma Cassio Dione racconta che Commodo poco dopo, probabilmente su istigazione del potente prefetto del pretorio Tigidio Perenne, potrebbe averlo lasciato in disparte. Vittorino morì intorno al 185.